# Arabismo (lingüística)
En lingüística, un arabismo es un término que ha sido integrado al vocabulario de otro idioma desde el idioma árabe, bien sea el árabe clásico o alguno de sus dialectos, constituyendo un préstamo lingüístico. El idioma árabe se originó en la península de Arabia y, junto con la expansión del Islam entre los siglos VII y VIII, se difundió en tres continentes diferentes: África, Asia y Europa. Esta situación hizo que el árabe entrase en contacto con multitud de idiomas, dando lugar a numerosos arabismos en diversas lenguas. Entre las lenguas que han incorporado arabismos se incluyen:
- Lenguas indoeuropeas: como el español, el portugués, el italiano, el francés, el inglés, el griego, el persa, el serbocroata o el hindi-urdu (indostánico).
- Lenguas afroasiáticas: como el hebreo moderno, el amhárico o las lenguas bereberes.
- Lenguas túrquicas: como el turco o el azerí.

Los arabismos, a su vez, pueden proceder originalmente de otras lenguas, frecuentemente del persa medio (pelvi) o del arameo.

## Arabismos en español
Según Federico Corriente, se usan en el léxico español alrededor de 2 mil arabismos (sin contar topónimos). En el español antiguo fueron muchísimos más. Un número tan elevado de estos préstamos se explica por la necesidad de nombrar objetos y tareas que los árabes introdujeron al conquistar la península ibérica durante tantos siglos, y por el prestigio que entonces tenía una cultura que aportaba avances y una identidad bien diferenciada. Inevitablemente, esto no sólo ha dejado poso en el castellano, sino también en el resto de lenguas peninsulares. Algunos arabismos del español son:
- asesino
- aulaga
- badén
- bellota
- berenjena
- calabaza
- candil
- cifra
- dado
- escabeche
- espinaca
- fulano
- garrafa
- hazaña
- islam
- jazmín
- jurel
- kif
- lima
- gazpacho
- guitarra
- limón
- marfil
- medina
- naranja
- ojalá
- pato
- quilate
- rehén
- sandía
- tabaco
- tarea
- yihad
- zanahoria
- zaquizamí
- zorzal
- zumo

### Aglutinación del artículo «al-»
Muchos arabismos del español se reconocen típicamente por empezar por al- (اَلْ‎), que no es más que el artículo determinado en árabe, tanto masculino como femenino y singular como plural (equivalente a «el, la, los, las»). A diferencia del español, en la escritura árabe, el artículo al- se escribe anexo al sustantivo, (por ejemplo, المُخَدَّة‎, almuŷadda), por lo que no es de extrañar que la mayoría de arabismos en el español se hayan tomado prestados integrando el artículo (almohada). Otros ejemplos son:
- alacena
- albahaca
- albañil
- alcancía
- alcalde
- aletría
- alfajor
- alguacil
- alhelí
- aliaga
- aljibe
- almazara
- almea
- almuédano
- alpiste
- alquiler
- alquitrán
- alubia

En los casos de las consonantes solares, se omite la ele del artículo determinado y se duplica la consonante inicial de la palabra. Por ejemplo, al-raṣīf → ar-raṣīf → arrecife. Son solares catorce de las veintiocho letras del alfabeto árabe: tāʾ (ﺕ), ṯāʾ (ﺙ), dāl (ﺩ), ḏāl (ﺫ), rāʾ (ﺭ), zāī (ﺯ), sīn (ﺱ), šīn (ﺵ), ṣād (ﺹ), ḍād (ﺽ), ṭāʾ (ﻁ), ẓāʾ (ﻅ), lām (ﻝ) y nūn (ﻥ). Por consiguiente, este fenómeno fonético solo se aplica a los arabismos del español que empiezan por ace-, aci-, ad-, an-, añ-, ar-, at- y az- (aceite, adalid, anafre, añil, arroz, atanor, azafrán) y algunas palabras que empiezan por aj- (ajedrez, ajonjolí). Otros ejemplos son:
- acelga
- acial
- acequia
- acitara
- adoquín
- adive
- aniaga
- arrequife
- arroba
- ataifor
- atarazanas
- atún
- azabache
- azafata
- azahar
- azotea
- azúcar
- azucena

No obstante, existen excepciones a esta norma, pues hay palabras que originalmente en árabe eran solares y por lo tanto no incluían la ele del artículo, pero que por corrupción del lenguaje la recuperaron al pasar al español: aldaba (ad-daba), aldea (ad-dea), aldebarán (ad-dabaran), altramuz (at-tarmús), entre otras. Asimismo, se consta de palabras que en español medieval no contaban con al- y se le añadió después, como amirate (esp. medieval) → almirante (español actual), por influencia, y de locuciones de dos o más sustantivos que pasan al español como uno solo completamente deformado, incluyendo el artículo al- sin que en origen lo tuvieran: irq-as-sus (عِرْق السُوس‎) → alcazuz; rabbu ḍ-ḍān (رَبُّ الضَّان‎) → aldrán.
Muchos términos provenientes del árabe han perdido, con el paso del tiempo, el artículo que formaba su primera sílaba (por ejemplo, jaqueca en vez de ajaqueca, noria en vez de anoria, tahona en vez de atahona, etc.), proceso lingüístico que se conoce como aféresis. Esta aféresis ocurre en términos femeninos, pues la a- inicial se confunde con la -a final del artículo que precede. Y también hay palabras cuyo proceso de aféresis no es total, y se puede encontrar su uso de las dos maneras: talvina o atalvina, atutía o tutía, azora o sura, aduar o duar, etcétera. Esta duplicidad de una misma palabra suele responder a la geografía social, como es el caso de almojábana, que en la mayoría de dialectos del español incluye el artículo al-, pero en el español valenciano se puede oír como mojávena (influido por la lengua valenciana). También dependiendo del geolecto, se puede dar el rotacismo, como es en el caso de ciertas variedades andaluzas, por el cual el artículo se pronuncia como ar- delante de consonante, por ejemplo, alcachofa → arcachofa, alcalde → arcarde, etc.
En el caso de la palabra «almuerzo», se trata de una voz patrimonial, es decir, de origen latino (admordium), pero por interferencia del artículo al- (اَلْ‎) presente en tantos arabismos, se dio una sustitución consonántica. Algo parecido ocurrió con la palabra «almirante», que en el español medieval se decía amirate.

### Estudios lingüísticos
El primer estudio de los arabismos en el idioma español fue Recopilación de algunos nombres arábigos, publicado en 1593 por Fray Diego de Guadix. Fue escrito en un contexto en el que se estaban publicando multitud de estudios etimológicos por toda Europa. En este libro, el autor desarrolla un método de investigación propio, lo que le permitió recopilar 4336 arabismos, de los cuales la mayoría son sin embargo topónimos (nombres de lugares).
Ya en el siglo xix se da un renovado interés académico por la influencia árabe en España. Cabe destacar los estudios de los lingüistas franco-alemanes Reinhart Dozy y Wilhelm Engelmann.
En la academia española, cabe destacar la aportación de Leopoldo Eguílaz.

## Arabismos en el catalán-valenciano
Los arabismos tienen mayor presencia en las variantes valencianas y baleáricas. Por ende, se pueden encontrar arabismos comunes a todos los catalanoparlantes (albercoc, alfals, festuc, cotó, sucre, taronja, etc.), o bien solo en la Comunidad Valenciana (alacrà, almoneda, etc.), o bien solo en Baleares (alimares, atzep, biduí, a betzef, cuscussó, etc.). En ese caso, las otras variantes suelen tener un geosinónimo equivalente pero de origen romance (trull / almàssera, clavegueró / albelló, userda / alfals; escorpí / alacrà, aglà / bellota, guix / algeps, préssec / albercoc, tàpera / caparra, etc.). También se da en el catalán-valenciano casos en los que ambos geosinónimos son arabismos, bien sea por que en cada región se adoptó un nombre diferente (por ejemplo, «alcachofa» se dice carxofa en Cataluña y alcanaria en Valencia) o bien porque se adoptaron en diferentes épocas (p. ej. «noria» se dice sínia o nora). La mayoría de arabismos comunes a todos los hablantes denominan productos u otros conceptos importados por los árabes. Según el filólogo Manuel Sanchis Guarner, el mozárabe sirvió de intermediario para introducir arabismos en el romance y viceversa.

## Arabismos en las lenguas italianas
Los arabismos en el italiano normativo y, especialmente, en los dialectos regionales del sur de Italia, son el resultado de la influencia árabe durante la dominación islámica en Sicilia (Emirato de Sicilia), así como partes de la península italiana, que tuvo lugar principalmente entre los siglos IX y XI. Los arabismos en las lenguas italianas se pueden encontrar en el vocabulario relacionado con la agricultura, la cocina y la arquitectura, entre otros. Algunos ejemplos:
- Idioma siciliano: zibibbo (acebibe, de زَّبِيبة zabība), giuggiulena (ajonjolí, de  جُلْجُلِين ŷulŷulīn)
- Idioma calabrés: 'nzudda (dulce de miel y almendras), tammuru (tambor, de طَنْبُور ṭanbūr)
- Idioma napolitano: guastella (tipo de pan, del árabe ghastallā)

## Arabismos en el portugués
La mayoría de arabismos en el idioma portugués se dieron, al igual que otras lenguas romances, en el contexto de al-Ándalus. Algunos arabismos en el portugués son almofada, açúcar, azeitona, arroz, aldeia, azeite, azul, alface, algodão, jarro, safra, alfarroba, etcétera.

## Arabismos en el euskera
En las lenguas vascas, la influencia del árabe andalusí (siglos VIII-XVII) es mucho menor que en las otras lenguas peninsulares, y de hecho los pocos arabismos que hay en el euskera se introdujeron a través de las lenguas romances circundantes. Los arabismos más destacados en el euskera son:
- albaitari (‘veterinario’)
- alboka (‘trompeta’)
- algara (‘carcajada’)
- alkate (‘alcalde’)
- alkatxofa (‘alcachofa’)
- alkondara (‘camisa’)
- arroz (‘arroz’)
- azenario (‘zanahoria’)
- azoka (‘feria’)
- azucre (‘azúcar’)
- kotoia, gutun o kutun (‘algodón’)

## Toponimia en la península ibérica
Muchos topónimos (nombres de lugar) en España y Portugal son de origen árabe. Durante la época imperial, muchos de estos nombres fueron reusados para nombrar nuevas ciudades en América, como por ejemplo «Guadalajara». Aquellos nombres que comienzan por «Guad-», del árabe clásico واد, /wād/, «valle» o «río», como por ejemplo:
- Guadalajara, del árabe hispánico /wād alḥaŷara/, «valle de los castillos», «valle de las fortalezas» o «río de piedras»;
- Guadalquivir, del árabe hispánico /wad alkabīr/, «río grande»;
- Guadalete, del árabe /wād al-lete/ (procedente del árabe /wād/ y el griego Λήθη, «olvido»), «río del olvido»;
- Guadalhorce, del árabe /wād aljurs/, «río de los silenciosos» o «río de la guardia»;
- Guadalimar, del árabe /wād alahmar/, «río rojo»;
- Guadarrama, del árabe /wād arraml/, «río del arenal»;
- Guadiana, del árabe /wād/ y el latín ana («pato»), «río de patos».